# اللوغس أو العقل (فلسفة)
كلمة " لوغس » مشتقة من اليونانية λόγος . وهي تشير كمعنى أولي، منذ أفلاطون وأرسطو ، إلى " الكلام "، " الخطاب المكتوب » (نصيا كان أو منطوقا)، و من ثم تشير إلى، " العقلانية » ( الذكاء ) ثم المنطق . فيما يتعلق بالمنطق ، الذي يُنظر إليه على أنه نظام للفكر، يعزو البعض ظهوره لأول مرة إلى زينوقراط . كما تظهر هذه الكلمة أيضًا في شذرات مفكر ينتمي لحقبة ما قبل سقراط ، وهو هيراقليطس الأفسسي. وفيما بعد كان لهذه الكلمة صدى فلسفي ولاهوتي ولغوي بارز، في المنطق والنسبة والفعل وقانون العالم وأخيراً غذت ضرورة للفكر والمعنى والعقلانية. و نقل هذا المصطلح اليوناني إلى النسبة اللاتينية، كما كتب غيوم بادوال  ، « مما شكل مصيرا للغرب إلى الحد الذي اتسعت فيه الدعوة الشاملة إلى العقلانية التقنية والاقتصادية » .
يُترجم مصطلح "اللوغوس" تقليديًا بمفهوم "المنطق"، الذي يعني "منهج يهدف إلى ضمان تفكير صحيح"، وهو المعنى الذي يحاول هايدغر إثباته بالرجوع إلى جذره. ومع ذلك، فإن "المنطق": "المعرفة  المنطقية" (ἐπιστήμη λογική) القديمة ، له معنى مختلف تمامًا عن معناه في فكر الإغريق القدماء.
كان اللوغوس موضوعًا للعديد من التفسيرات: العقل، قانون العالم، قوانين ما هو منطقي ولا يمكن مخالفته، المعنى أو العقل، وحتى كلمة الاله. من الناحية الفلسفية، يُعبر اللوغوس عن التناسق الكامن وراء الأشياء في العالم، وهذا هو موقف كوستاس أكسيلوس الذي يستشهد به جون باتريس أكي: "اللوغوس هو ما يربط بين الظواهر فيما بينها، بصفتها ظاهرة لعالم واحد، وما يربط بين الخطاب والظاهرة. اللوغوس هو رابط. إنه روح وعقل الديالكتيك الهيرقليطي الذي يتحد مع العالم. وقوته هي قوة العالمية ونوره ينير الظلمات ". الكلمة اليونانية تعني هنا، خطاب هرقليطس و"معنى" الكون. ويواصل أكسيلوس قائلاً: "اللوغوس عند هرقليطس هو ما يكون وينير ويعبر عن نظام ومسار العالم. ولا يمكن إدراكه إلا إذا دخلنا في حوار معه. إنه يؤسس للخطاب والحوار، ويُحيي الجدل".

## عند هايدغر و هوسرل
عند مارتن هايدغر كما عند إدموند هوسرل، فإن "اللوغوس" هو قبل كل شيء "خطاب"، وفي كونه خطابًا، فهو أكثر تحديدًا: "جعل الرؤية "، δηλοῦν. و مارتن هايدغر، الذي هو من أكثر الفلاسفة المعاصرين انشغالا بهذا المفهوم القديم، يجمع للتو من أجل ربطها: المفاهيم الثلاثة التي تهيمن، في النصوص، على فكر الفلاسفة اليونانيين، وهي: اللوغوس (λόγος)، والطبيعة (φύσις) والحقيقة (ἀλήθεια، alètheia)). و يظهر محور  اللوغوس منذ الفقرة 7 من كتاب "الكينونة و الزمان"، حيث تظهر، بمناسبة تعريف الفينومينولوجيا، من خلال مساءلة معنى اللاحقة "-لوجيا". و يلاحظ غيوم بادوال، بالمناسبة، أن في جميع التخصصات التي تدعو إلى هذه اللاحقة نفسها، "تبدو أن كل معرفة تظهر كمنطق".
كما تلاحظ إليان إسكوباس: "كل هذه الموضوعات البدائية (التي جمعها هايدغر)، دون أن تختلط تمامًا، تنفتح على بعضها البعض وتصل إلى حد التعريف فيما  بينها". هذه الثلاث مفاهيم، التي من المفترض استرداد معناها الأصلي المفقود، تنتمي إلى المجموعة التي يطلق عليها  "الكلمات الأساسية"، والتي تميزها أيضًا مارلين زرادر، المتخصصة في الفيلسوف هايدغر في كتابها: هايدغر والكلمات من الأصل.